# Galaxa (stripreeks)
Galaxa is een Vlaamse stripreeks die zich afspeelt in een wereld van magie, fantasy en sciencefiction en is een spin-off van de stripreeks De Rode Ridder. Deze reeks van drie albums werd in 2022 gelanceerd door Standaard Uitgeverij. Peter Van Gucht is scenarist, Romano Molenaar is tekenaar en Shirow Di Rosso is inkleurder.

## Oorsprongsverhaal
De hoofdrolspeelster is gebaseerd op de fee van het licht Galaxa, bedacht door Karel Biddeloo, uit De Rode Ridder. Deze stripreeks vertelt haar voorgeschiedenis als jonge elf in de academie en het leger, in een ver verleden voor de tijd van de Rode Ridder.

## Albums

### Deel 1: Spiegelblind
Het eerste deel werd uitgebracht op 6 september 2022.
Op jonge leeftijd wordt het weeskind Galaxa opgenomen in een tehuis van de militaire elfenacademie. Ze is steevast uitblinker in alle disciplines wat haar een grote carrière belooft in het leger maar is ze opstandig, brutaal en koppig wat de relatie met haar oversten danig onder druk zet. Ze heeft twijfels of het leger wel haar te volgen pad is en een boosaardige kracht, die meer weet van Galaxa's oorsprong, schuwt geen enkel geweld om haar opmars te stuiten.

### Deel 2: Scherven in het donker
Omdat Galaxa de bevelen van haar overste Mirmir in de veldslag tegen cycloop negeerde, wordt ze zwaar gestraft. Ze moet op leven en dood vechten tegen een monster in de arena.